# (10093) Diesel
(10093) Diesel (1990 WX1) – planetoida z grupy pasa głównego asteroid okrążająca Słońce w ciągu 3,71 lat w średniej odległości 2,39 j.a. Odkryta 18 listopada 1990 roku.